# Zäziwil

Photo aérienne prise à 300 m par Walter Mittelholzer (1926)

Zäziwil est une commune suisse du canton de Berne, située dans l'arrondissement administratif de Berne-Mittelland.